# 國民革命軍陸軍暫編第四軍
国民革命军暫編第四軍，历史上曾3次组建。

## 傅作义部第一次组建的暂编第四军
1939年冬季攻势，第八战区绥西指挥部傅作义部在绥西三战三捷，为此1940年春国民政府军事委员会批准傅作义部组建暂编第三军、暂编第四军。其中暂编第四军为：
- 军长董其武
- 副军长：唐德、吕汝骥（原晋绥军骑兵第2旅旅长）
- 暂编第4师：师长安荣昌。
- 新编骑兵第4师：伪大汉义军之石玉山骑兵第1旅，在锡拉木楞庙战役后1936年12月8日反正，编为新编骑兵第2旅.1940年6月扩编为新骑4师，师长石玉山，参谋长王宪章（原大汉义军步兵第2旅旅长）。后王宪章继任师长。
- 暂编第10师：1936年12月18日伪大汉义军安华亭（即安荣昌）步兵第1旅在南壕堑反正，改编为新编第5旅，时称“新五旅”或“安五旅”，驻守安北设治局查斯太山南麓一带。1940年6月扩编为暂编第10师，师长安荣昌（1941年11月升任暂编第三军中将副军长）/梁立柱/王赞臣。
- 第203旅：1941年归属暂四军。旅长徐子珍。1942年裁撤。
- 步兵第9旅：1942年归属暂四军。旅长于霖瑜。

1942年10月傅作义系的暂编第四军改编为骑兵第四军。
- 军长董其武
- 新编骑兵第3师：伪蒙军第2师第6团1937年9月7日在察哈尔商都反正，辖第1团、第2团、第3团。先后隶属于东北挺进军、第八战区、暂编第三军、骑兵第四军。1945年8月4日撤销。师长：井得泉、朱振庭、刘万春、梁立柱。
- 新编骑兵第4师：师长王宪章
- 步兵第9旅

## 第一战区组建的暂编第四军
1944年初第一战区组建暂编第四军，隶属裴昌会的国民革命军第十四集团军：
- 军长谢辅三
- 副军长张信成
- 第47师：从国民革命军第九军调归。为裴昌会基本部队。师长张信成、杨蔚
- 暂编第4师：新建。师长马雄飞

1945年初该军撤消，2个师改隶国民革命军第二十七军。

## 傅作义再次组建暂编第四军
1947年10月组建暂编第四军，隶属华北剿匪总司令部归绥指挥所。1948年3月，参加了察南绥东战役，暂编第11师1个团、第210师两个团被歼灭。1948年夏季参加冀热察战役。1948年9月，暂编第四军改称为第一〇五军，所辖3个师改称第210师、第251师、第259师。驻守张家口。